# Ludvig Aubert
Ludvig Mariboe Benjamin Aubert (22. november 1838 i Kristiania - 5. februar 1896 sammesteds) var en norsk jurist, søn af Ludvig Cæsar Martin Aubert.
Fra 1864 var han professor i lovkyndighed ved Kristiania Universitet med en afbrydelse 1884, da han fra april til juni var justitsminister i det Schweigaardske ministerium (Aprilministeriet). Aubert var 1877—79 formand i den norske veksellovkommission, hvis lovudkast og motiver han for største delen udarbejdede, og hvorved han således fik væsentlig indflydelse på udformningen af de nordiske ensartede veksellove af 1880.
Aubert var en mangesidig og produktiv retslærd. Blandt hans mange skrifter må som de vigtigste nævnes: Kontraktspantets historiske Udvikling, især i dansk og norsk Ret (1872), De norske Retskilder og deres Anvendelse, I (1877, ikke fortsat), Den nordiske Vekselret (København 1880—82), Den norske Obligationsrets specielle Del (1890—1900; 2. udgave: I ved Per Rygh 1901, II: ved Edward Isak Hambro 1905, III: ved A.M. Aubert 1904), Grundbøgernes Historie i Norge, Danmark og til Dels Tyskland (1892).
Værdifulde indlæg i diskussionen om Norges statsretslige stilling var hans afhandling Kielertraktatens Opgivelse som Unionens retslige Grundlag (1894), i hvilken han søgte at bevise, at den svenske politik efter afslutningen af konventionen i Moss 14. august 1814 tog sit udgangspunkt i en principiel anerkendelse af Norges suveræne selvstændighed, endvidere La Norvège devant le droit international (i Revue de droit international et de législation comparée og særskilt, Bryssel 1896) og den efter forfatterens død, af Ebbe Hertzberg udgivne monografi Norges folkeretslige Stilling (1897). Et fængslende personalhistorisk arbejde af ham er A.M. Schweigaards Barndom og Ungdom (1883).